# Obszar ograniczony
Ten artykuł opisuje zagadnienie koszykarskie zgodne z normami FIBA.
Zasady w ligach NBA, NCAA lub innych mogą różnić się od tutaj przedstawionych.
Obszar ograniczony (potocznie: pole trzech sekund lub trumna) – specyficzny obszar boiska znajdujący się na obu połowach boiska do koszykówki, o wymiarach: 5,8 metra na 4,8 metra, natomiast ma półkole rzutów wolnych na wysokości 1,8 metra. Kolor linii „trumny” musi być taki sam jak kolor linii autu boiska.
Potoczna nazwa „trumna” utrwaliła się ze względu na dawny wygląd pola 3 sekund, którego kształt (trapezu równoramiennego) przypominał obrys trumny.

## Znaczenie w ataku

### Rzuty wolne

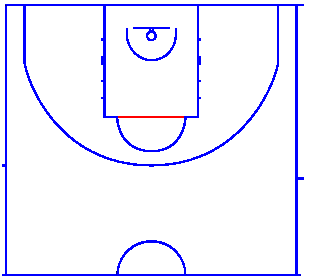
Linia rzutów wolnych

Na „trumnie” znajduje się linia rzutów wolnych. Na wyznaczonych miejscach przy „trumnie” ustawiają się zawodnicy, podczas wykonywania rzutów wolnych.

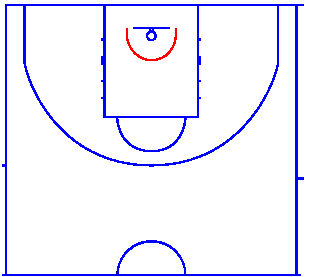
Półkole podkoszowe

### Półkole podkoszowe
W "trumnie" znajduje się półkole podkoszowe, które w określonych warunkach umożliwia szarżowanie.

### Błąd 3 sekund
W ataku „trumna” wyznacza pole, w którym zawodnik ataku nie może stać dłużej niż 3 sekundy. W przeciwnym wypadku drużyna traci piłkę na rzecz przeciwnika.

Porównanie obszarów ograniczonych (od lewej): NBA, NCAA, FIBA (1956-2010) i FIBA (od 2010)